# Zabaïkalsk
Zabaïkalsk (en russe : Забайкальск) est une commune urbaine du kraï de Transbaïkalie, en Russie. Sa population s'élevait à 11 255 habitants en 2010.

## Histoire
La ville a été fondée en 1904 en tant que gare no 86 (Razyezd 86, boucle passante no 86) sur le Chemin de fer de l’Est chinois.
Depuis 1924, un détachement des gardes-frontières a été posté là. Au lendemain du conflit sino-soviétique de 1929 la station a été rebaptisée отпор («Repousser/refoulement»). Jusqu'au milieu des années 1930, Razyezd 86/Otpor a peu d'importance en tant que gare, puisque la gestion douanière du trafic est gérée plus à l'intérieur du pays, à Matsiyevskaya et à Manzhouli, pour la Chine.
La gare fut agrandie dans les années 1930, après la modification de l'écartement des rails. Elle joua un rôle très important en 1945, puisqu'elle était la tête de pont de l'invasion soviétique de la Mandchourie. L'importance de cette gare s'est maintenue puisqu'elle était sur la principale ligne reliant la république populaire de Chine et l'Union soviétique. À la demande de la Chine, en 1958, les Soviétiques abandonnèrent le nom d'Otpor (en russe : отпор) au profit de Zabaïkalsk.

## Population
Recensements (*) ou estimations de la population  :
| 1959* | 1970* | 1979* | 1989* | 2002*  | 2010*  |
| ----- | ----- | ----- | ----- | ------ | ------ |
| 6 970 | 6 265 | 6 834 | 8 632 | 10 210 | 11 769 |

## Transports
La liaison Zabaïkalsk-Manzhouli est l'une des trois liaisons directes entre la Russie et les chemins de fer chinois. Les deux autres se trouvent dans le kraï de Primorsk bien plus à l'est. Elle est desservie par la branche sud du Transbaïkal (Южный ход Забайкальской железной дороги).
Depuis 2005, un certain nombre de projets ont été réalisés pour augmenter la capacité de la Branche Sud et ses prolongements chinois. Le but était de permettre aux rails d'accueillir 30 trains dans chaque direction en 2010, chacun comportant jusqu'à 71 voitures. En 2005, le poids maximal des trains empruntant la ligne avait déjà été augmenté, passant de 4 000 à 6 300 tonnes.